# Walraven IV van Brederode
Walraven IV van Brederode (15?? – 1620) was aanvankelijk heer van Kloetinge, maar door erfenis in 1614 ook heer van Vianen en Ameide.

## Levensloop
Hij was een neef van Walraven III van Brederode, een zoon van Floris van Brederode en van Dorothea van Haeften en een kleinzoon van Reinoud IV van Brederode. Na het overlijden van zijn oom Walraven van Brederode, werd hij heer van Vianen, Ameide en Noordeloos, en kasteelheer van Brederode.
In 1618 werd hij onder druk van prins Maurits opgenomen in de ridderschap van Holland aangezien deze de invloed van de remonstranten in de Staten van Holland en West-Friesland wilde beperken. Hij werd in opdracht van de ridderschap naar de Synode van Dordrecht gezonden, waar hij onder het politieke comité een van de hevigste contraremonstranten was. In januari of februari 1620 viel hij met zijn paard op het ijs en stierf aan de gevolgen. Hij was gehuwd geweest met Margaretha van Daun, gravin van Broek en Valkestein; ze lieten geen kinderen na. Walraven werd opgevolgd door zijn jongere broer Joan Wolfert van Brederode.